# Rafael Sotomayor Gaete
Rafael Segundo Sotomayor Gaete (Cauquenes, Chile, 16 de noviembre de 1848 - Pernambuco, Brasil, 16 de febrero de 1918) fue un abogado y político radical chileno. Se desempeñó como senador por la provincia de Aconcagua entre 1906 y 1912. Además, fue ministro de Estado de los presidentes Federico Errázuriz Echaurren, Germán Riesco y Pedro Montt.

## Biografía
Nació en Cauquenes, el 16 de noviembre de 1849, hijo del ministro Rafael Sotomayor Baeza y Pabla del Carmen Gaete Ruíz. Se casó en Santiago el 4 de marzo de 1895 con Inés Neuhaus Ugarteche y tuvieron seis hijos; tuvieron a Enrique, Gonzalo, Rafael, Ernesto, Inés, Irma.
Estudió en el Instituto Nacional y en la Universidad de Chile, donde juró como abogado el 7 de enero de 1871. Se dedicó a su profesión y a las actividades agrícolas.
Fue socio del Club de La Unión desde 1889.

## Trayectoria pública
En 1879, durante la Guerra del Pacífico acompañó a su padre que era el ministro de Guerra, como su secretario personal y auditor. Gracias a sus gestiones se consiguió que Colombia impidiera el paso de armamentos hacia el Perú.
Después de la muerte de su padre (en 1880) se convirtió en el Comandante de la Guardia de la Casa de Aduana de Iquique, iniciando así su carrera pública. Se estableció en esta ciudad, donde además desempeñó la intendencia de Tarapacá, luego ejerció como Alcalde de la ciudad de Iquique y fue promotor fiscal de la Corte de Apelaciones de Iquique.
En 1898 se estableció en Santiago y se incorporó en política integrándose al Partido Nacional (PN), siendo miembro del directorio del mismo.
Durante el gobierno de Federico Errázuriz Echaurren fue nombrado como ministro de Hacienda, el 28 de junio de 1898 cargo que desempeñó hasta el 27 de junio de 1899. El 2 de septiembre del mismo año fue nombrado ministro de Interior, sirviendo hasta el 27 de noviembre de 1899.
Durante la vicepresidencia de Ramón Barros Luco fue nombrado ministro de Relaciones Exteriores, Culto y Colonización, el 7 de abril de 1903, día en que fue nombrado también ministro subrogante (s) de Interior, cargos que desempeñó hasta el 6 de junio de 1903 cuando reasumió el presidente Germán Riesco Errázuriz. Ese mismo día fue renombrado como ministro de Interior, puesto que ejerció hasta el 1 de septiembre del mismo año. Durante este gobierno también reasumió una vez más como ministro de Interior, el 12 de abril hasta el 12 de mayo de 1904.
Fue electo senador por Aconcagua, por el período 1906-1912. Integró la Comisión Permanente de Gobierno, la de Constitución, Legislación y Justicia, y la de Culto y Colonización.
En octubre de 1907 el presidente Pedro Montt lo designa nuevamente en el cargo de ministro de Hacienda, el 29 de octubre de 1906, cargo que desempeñó hasta el 12 de junio de 1907. El 25 de octubre del mismo año, fue nombrado por cuarta vez ministro del Interior, Sotomayor en este cargo tuvo que hablar con el cónsul inglés Charles Noel Clarke, sobre la huelga que se presentaba en la ciudad de Iquique al norte de Chile de parte de los obreros del Salitre. Dicha huelga finalizó con la Matanza de Santa María de Iquique. Sotomayor dejó el ministerio el  29 de agosto de 1908.
También Sotomayor se reunió con el diplomático Ernest Rennie, quien le hizo saber la preocupación del rey Eduardo VII por el giro peligroso que estaban tomando los acontecimientos en el lejano norte. El ministro del Interior intentó tranquilizarle dando cuenta del envío de más tropas y buques de guerra para reforzar la guarnición de Iquique.
Rafael Sotomayor Gaete falleció de una embolia cerebral a bordo del buque Infanta Isabel de Borbón, frente a Pernambuco, en la costa de Brasil, el 16 de febrero de 1918, cuando iba a asumir como embajador de Chile en Francia. Otras fuentes[¿cuál?] establecen que la causa de su muerte fue la gripe española.